# Ángela del Pan
Ángela del Pan (19 de abril de 1985) é uma jogadora de rugby sevens espanhola.

## Carreira
Ángela del Pan integrou o elenco da Seleção Espanhola Feminina de Rugbi de Sevens, na Rio 2016, que foi 7º colocada.